# Helena Montanarini
Helena Montanarini é curadora de moda, estilo, publisher e compradora especializada em marcas de alto padrão e considerada uma especialista nos mercados da moda sul-americana. Em 2007, foi uma das co-criadoras da grife AfroReggae.

## Carreira

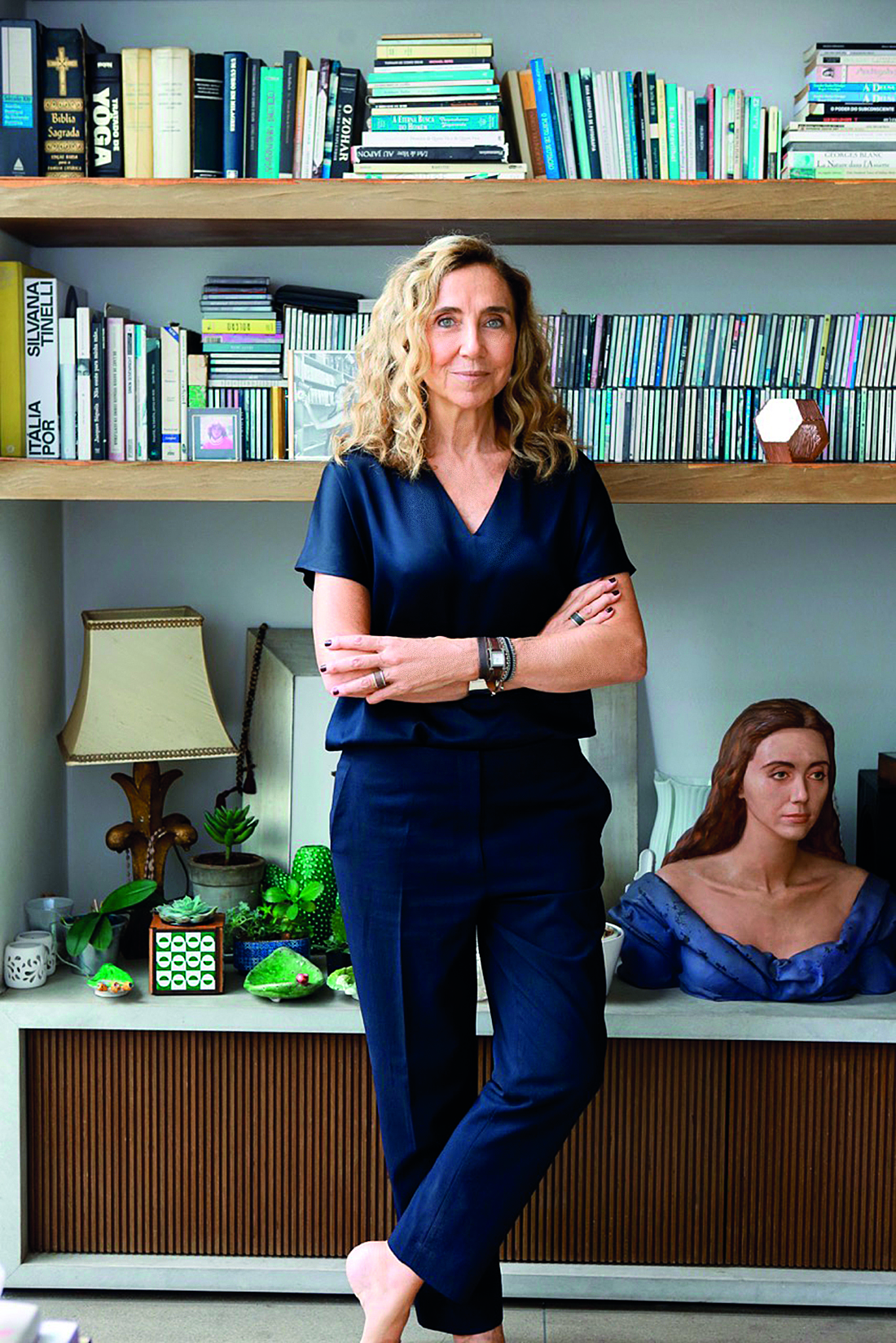
Helena Montanarini em 2020 para o Jornal aQuadra

Formada em Desenho Industrial e Jornalismo, iniciou sua carreira como produtora da Editora Abril. Depois, por 10 anos, escreveu uma coluna de moda para o jornal Estado de São Paulo, e alguns artigos para revistas especializadas como Entrevista e Vogue, entre outras. Em 1979 mudou-se para Paris para completar sua formação acadêmica na Escola Studio Bercot. Foi nesse momento que vieram os desfiles. Helena produziu para Jean Paul Gaultier, Thierry Mugler, Chantal Thomass e outros pesos-pesados. Também nessa época, ela fez seus primeiros trabalhos de consultoria de estilo para a indústria têxtil.
Ao voltar para o Brasil, Helena foi jornalista de moda do Jornal da Tarde e colunista das revistas Vogue, Casa Vogue, Vip e GQ.
Em 1988, a Vila Romana, maior fábrica de ternos da América do Sul, conquistou a licença de Giorgio Armani e convidou Helena para dirigir a marca no Brasil. Lá ela foi responsável pelo desenvolvimento de produtos e pela abertura de seis lojas franqueadas nas principais cidades do Brasil.
Seis anos depois, ela planejou um projeto de moda audacioso: trazer para o Brasil as principais marcas de moda masculina de alto padrão, numa época em que as pessoas não acreditavam que os homens gastariam tempo e dinheiro com roupas. Ela mostrou o projeto para a Daslu e pelos sete anos seguintes, tornou-se diretora da Daslu Homem. Assim, comprovou ao mercado a existência de um forte poder aquisitivo masculino e interesse pela moda, tornando a Daslu Homem a maior loja de moda masculina da América do Sul.
Helena foi a responsável pela idealização e implantação da primeira loja multimarcas de roupa importada masculina do Brasil, a Daslu Homem, quando consagrou-se no mercado.
Montanarini foi curadora da loja-conceito Clube Chocolate. Criou a Noir, Le Lis, marca masculina da Le Lis Blanc. Desenvolveu projetos para os mais variados segmentos, entre eles idealizou a loja conceito FirmaCasa, o restaurante Dalva e Dito, além da criação de figurinos para o teatro e decoração de interiores.
Em 2017, fundou o Jornal aQuadra, onde exerce o cargo de editora-chefe. Em 2018, ela foi candidata ao Senado italiano pela lista Civica Popolare.